# Jesús María de San Mateo
Jesús María es un distrito del cantón de San Mateo, en la provincia de Alajuela, de Costa Rica.

## Historia
Jesús María fue creado el 31 de julio de 1966 por medio de Ley 3722. Segregado de San Mateo.

## Geografía
Jesús María cuenta con un área de 18,66 km² y una altitud media de 243 m s. n. m.

## Demografía
Para el año 2022, Jesús María cuenta con una población estimada de 1487 habitantes, y para el último censo efectuado, en 2011, Jesús María contaba con una población de 2397 habitantes.

## Localidades
- Poblados: Garabito, Quebrada Grande (parte), Quinta.

## Transporte

### Carreteras
Al distrito lo atraviesan las siguientes rutas nacionales de carretera:
- Ruta nacional 131